# Alessandro Ferretti (ingegnere)
Alessandro Ferretti (Fabbrico, 14 marzo 1851 – Napoli, 4 gennaio 1930) è stato un ingegnere e agronomo italiano.

## Biografia
Nato a Fabbrico, nella pianura emiliana, il 14 marzo 1851, Alessandro Ferretti mostrò ben presto una spiccata passione per ferrovie di montagna e funicolari nonché per la tecnica agraria; ancora studente di matematica, a diciannove anni pubblicò il suo primo libro sul problema dei trasporti in montagna.
Laureatosi in ingegneria meccanica presso l'Università di Bologna operò in Italia come libero professionista e imprenditore, ideando soluzioni tecnologiche spesso oggetto di privativa industriale e promuovendo direttamente progetti di impianti di risalita laddove le condizioni orografiche suggerivano la loro costruzione; contestualmente la sua attività si rivolgeva alla ricerca dei necessari finanziamenti secondo la formula in seguito definita finanza di progetto o project financing. Privo di un vero e proprio studio d'ingegneria, si spostava a seconda delle esigenze per seguire personalmente i lavori, affidando gli stessi a impresari o capomastri del luogo.
Arruolatosi volontario, ormai ultrasessantenne, nella prima guerra mondiale il Ferretti fu attivo nella progettazione e realizzazione di impianti a fune per il trasporto del materiale bellico, alle dipendenze del Genio militare
Con la famiglia si stabilì definitivamente a Napoli, dove morì il 4 gennaio 1930. I suoi discendenti hanno organizzato e preso in custodia il suo archivio di progetti e documenti.

## Pioniere delle ferrovie funicolari

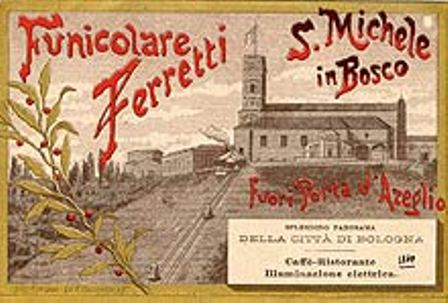
Cartolina turistica dell'epoca

Il suo nome è ascritto fra quelli dei grandi ingegneri funicolaristi italiani, tanto che molti fra i numerosi impianti da lui progettati e realizzati venivano appunto denominati "Funicolare Ferretti" e come tali presentati nel materiale promozionale dell'epoca.
Il suo interesse per questo tipo di tecnologie, di cui divenne propugnatore lo portò a progettare decine di impianti funicolari, portandone a compimento una quindicina.
I primi esperimenti sul campo per la messa a punto di questo tipo di tecnologie in Italia furono condotti da Alessandro Ferretti a Vicenza nel 1883, con un breve impianto di prova privo di binari in cui alcuni veicoli venivano mossi mediante trazione a fune.

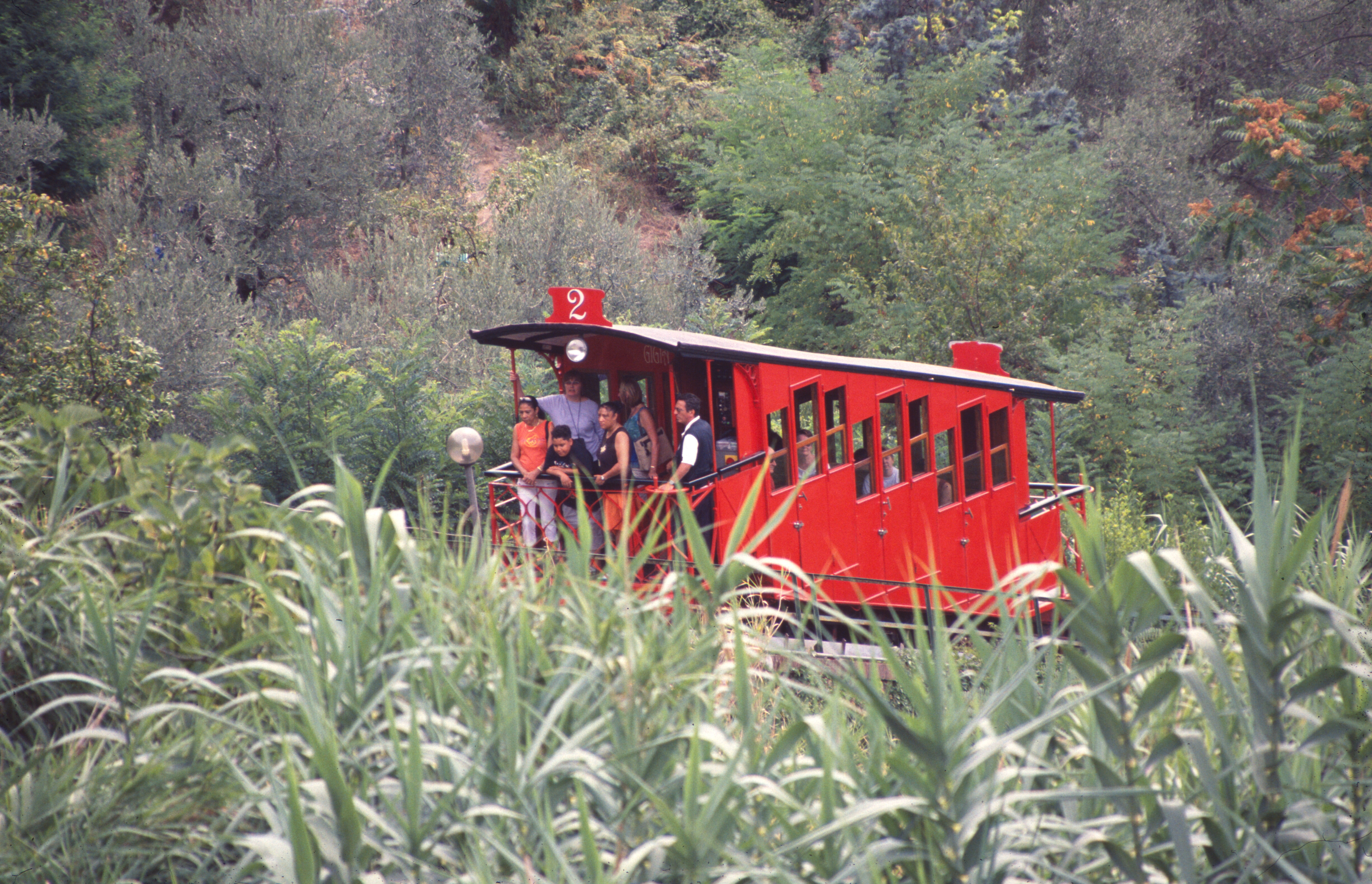
La funicolare di Montecatini nel 2008

Tale sperimentazione faceva parte di un'ampia attività di studio rivolta ai diversi sistemi di questo tipo realizzati nel mondo, descritti nel suo articolo Le funivie aeree per passeggeri apparso Il Monitore Tecnico in cui il Ferretti descrisse il funzionamento di funicolari in Svizzera e Sud America, portando alla progettazione di un sistema con doppia fune di trazione.
Nell'ambito della promozione delle funicolari Ferretti costruì alcuni impianti sperimentali in occasione di eventi di rilevanza nazionale e internazionale: nel 1888 ad esempio, in occasione dell'Esposizione Emiliana, realizzò a Bologna la funicolare di San Michele in Bosco, posta fra l'inizio della salita della futura via Codivilla fino al piazzale dell'antico cenobio di San Michele e un analogo impianto nel 1892 a Genova in occasione dell'Esposizione italo-americana dove per collegare i due settori espositivi, fu installata una ferrovia funicolare lunga 220 metri.
Per aumentare la sicurezza degli impianti, fra il 1887 e il 1889 Ferretti brevettò il "freno italiano", costituito da un ceppo a cuneo che in caso di rottura della fune traente immobilizzava le vetture sfruttando la loro massa.
Ancora, nel 1894 il Ferretti collaborò con la Schuckert di Norimberga nella progettazione della Tranvia Varese-Prima Cappella-Vellone, promossa da una società anonima appositamente costituita con capitali provenienti anche dalla Società delle Ferrovie Nord-Milano e dalla Thomson-Houston. Tale tranvia costituiva un insieme integrato con le funicolari del Sacro Monte e del Campo dei Fiori, attivate poi nel 1911.
Nel 1898 il progetto di una "funicolare Ferretti" per il collegamento di Catanzaro con la frazione Sala fu oggetto di un contenzioso legale con tale Comune. Pochi anni prima un altro progetto non andò a buon fine, quello della funicolare Como-Brunate, per la quale venne scelta una proposta concorrente.

### Le "funicolari Ferretti"

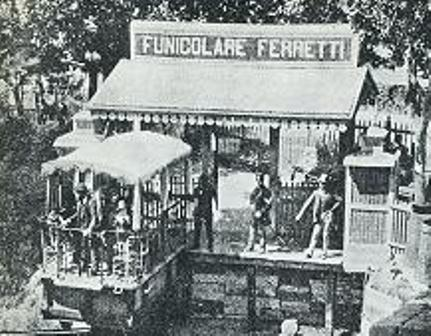
Funicolare Ferretti a Bologna

A partire dal 1884 Alessandro Ferretti realizzò, fra le altre, le seguenti funicolari:
- Funicolare del Monte dei Cappuccini, a Torino, nel 1885
- Funicolare Breo-Piazza, a Mondovì, nel 1886
- Funicolare per la città alta, a Bergamo, nel 1887
- Funicolari di San Luca e San Michele in Bosco, a Bologna, nel 1888
- Funicolare di Orvieto, nel 1888
- Funicolare di Ortona mare, nel 1891
- Funicolare dell'esposizione, a Genova, nel 1892
- Funicolare di Sorrento, nel 1894
- Funicolare di Montecatini Terme, nel 1898
- Funicolare di Salsomaggiore Terme, nel 1898
- Funicolare di Monreale, a Palermo, nel 1909

## Altri settori di interesse

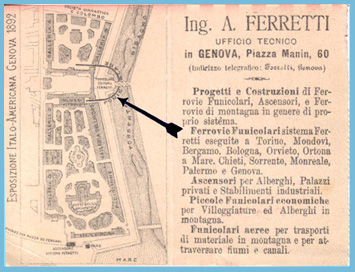
Inserto promozionale

Il primo volume scritto dal Ferretti, pubblicato nel 1870, trattava dei problemi nei trasporti ferroviari su percorsi di montagna; nello stesso egli anticipò soluzioni tecnologiche in seguito diventate di uso comune come l'adozione di controrotaie per aumentare lo sforzo aderente o la frenatura a recupero delle locomotive. L'attività divulgativa fu da allora una costante nella sua opera: nel 1883 ad esempio, divenuto direttore del Giornale di Agricoltura, Industria e Commercio del Regno d'Italia, scrisse fra gli altri un trattato di meccanica applicata ai lavori agrari.
Nel 1886 il Ferretti propose la costruzione di una funicolare a Bergamo, per unire la città bassa e quella alta, nonché una vera e propria rete tranviaria: il 10 settembre dello stesso anno il Comune con Ferretti un contratto per la costruzione di tale funicolare e per una linea tranviaria di adduzione alla stessa, detta "del Sentierone".
A tale scopo fu costituita dallo stesso imprenditore una società, che l'8 gennaio 1887 ottenne, oltre alla concessione della funicolare, anche quella dell'intero servizio di trasporto pubblico cittadino, per una durata di 80 anni. La funicolare di Bergamo Alta fu terminata nel medesimo anno, entrando in servizio il 20 settembre 1888.
Il 15 aprile 1890 si costituì a Bergamo la Società Anonima Funicolare e Tramvia (SAFT), alla quale Ferretti, che al ruolo del gestore preferiva quello dell'imprenditore, cedette i diritti e le concessioni delle funicolari e della rete tranviaria di Bergamo per la quale egli stesso aveva progettato due automotrici a vapore soprannominate Serio e Brembo analoghe alle automotrici Rowan impiegate dalla società australiana Victorian Railways, dopo aver visionato all'esposizione di Anversa alcuni rotabili di questo tipo.
Oltre alla pubblicistica specializzata e la corposa opera di promozione, costruzione ed esercizio di ferrovie funicolari, altre opere portarono la firma di Alessandro Ferretti. Nel 1889 l'ingegnere emiliano costruì a Valestra, frazione di Carpineti, una "teleferica per il trasporto passeggeri" lunga 5 km, di fatto il primo impianto funiviario di questo genere in Italia; ad essa seguì la funivia realizzata a Genova in occasione dell'Esposizione internazionale di marina e igiene marinara del 1914.
Quest'ultima attività professionale del costruttore coinvolse anche uno dei figli, Pericle Ferretti, che raccogliendo l'eredità paterna progettò e costruì, a Cassino, la prima funivia del sud Italia. I relativi lavori iniziarono nel settembre 1929 e il 21 maggio 1930 la stessa fu inaugurata sotto la gestione fu della Società Funicolari e Funivie Meridionali.

## Pubblicazioni
Nel corso della vita professionale all'attività di progettazione e direzione lavori il Ferretti affiancò un'intensa produzione di pubblicazioni tecniche sia in materia di trasporti sia in campo agrario. Fra i suoi libri si ricordano:
- La vite di Archimede applicata alle ferrovie, Firenze 1871
- Sugli esperimenti dell'aratro a vapore, Mantova 1875
- Meccanica applicata ai lavori agrari, Bologna 1883
- Nuova teoria del volo degli uccelli, in Atti dell'Accademia Virgiliana, Mantova 1908
- Il volo dell'aeroplano in relazione al volo degli uccelli, in Atti del Collegio degli ingegneri e architetti di Milano, 1910
- Note sulle funivie, Varese 1914
- Le funicolari aeree per passeggeri, Milano 1920